# Шоманколь
Шоманко́ль (каз. Шоманкөл) — село у складі Баянаульського району Павлодарської області Казахстану. Входить до складу Куркелинського сільського округу.
Населення — 164 особи (2021; 280 у 2009, 360 у 1999, 401 у 1989).
Національний склад станом на 1989 рік:
- казахи — 100 %

До 2017 року село мало назву Більшовик.